# Costus dinklagei
Costus dinklagei är en enhjärtbladig växtart som beskrevs av Karl Moritz Schumann. Costus dinklagei ingår i släktet Costus och familjen Costaceae. Inga underarter finns listade.